# قائمة سفراء بيرو لدى الكويت
سفير جمهورية بيرو لدى الكويت هو الممثل الرسمي لجمهورية بيرو لدى دولة الكويت .
أقامت الدولتان العلاقات في الأول من ديسمبر عام 1975، وحافظتا عليها منذ ذلك الحين.  وبعد الغزو العراقي للكويت ، أدانت بيرو الغزو ودعمت الكويت.  وتحتفظ بيرو بسفارة في مدينة الكويت ، والتي أغلقت في وقت ما ولكن أُعيد فتحها في عام 2010. 

## قائمة السفراء
| اسم                                   | لَوحَة | بداية الفصل الدراسي | نهاية الفصل الدراسي | رئيس                  | ملحوظات                    |
| ------------------------------------- | ---- | ------------------- | ------------------- | --------------------- | -------------------------- |
| أمادور فيلاسكيز جارسيا مونتيروسو      |      | 2010                | 2012                | Alan García           | بصفتي سفيرًا.               |
| هيلي بيلايز كاسترو                    |      | 2013 أبريل 20       | 2016                | Ollanta Humala        | بصفتي سفيرًا.               |
| رولاندو دومينغو لوزادا فالديراما      |      | 2015                | شاغل المنصب         | Ollanta Humala        | القائم بالأعمال (بالنيابة) |
| فرانسيسكو خافيير ريفارولا روبيو       |      | 2017                | 2020 يوليو 20       | Pedro Pablo Kuczynski | بصفتي سفيرًا.               |
| كارلوس مانويل ألفريدو فيلاسكو منديولا |      | 2022 ديسمبر 25      | شاغل المنصب         | Dina Boluarte         | بصفتي سفيرًا.               |